# Torpedone
Il torpedone  è un veicolo a uno o due piani, con grandi finestrini panoramici, realizzato per il trasporto collettivo delle persone; spesso possiede una carrozzeria dotata di tetto apribile o trasparente.

## Storia
Il termine venne creato per i primi modelli di autobus aperti. All'inizio del secolo scorso i torpedoni venivano costruiti montando su autotelai di autocarri delle carrozzerie aperte, simili per forma a quelle delle automobili di tipo torpedo, anche se notevolmente più grandi: da ciò il nome torpedone.
In Italia, nella seconda metà degli anni trenta, il termine torpedone venne altresì utilizzato obbligatoriamente per sostituire la parola pullman, durante il periodo dell'autarchia nel quale si decise l'abolizione delle terminologie di origine straniera, e tale uso si può incontrare anche in testi recenti.

## Al giorno d'oggi

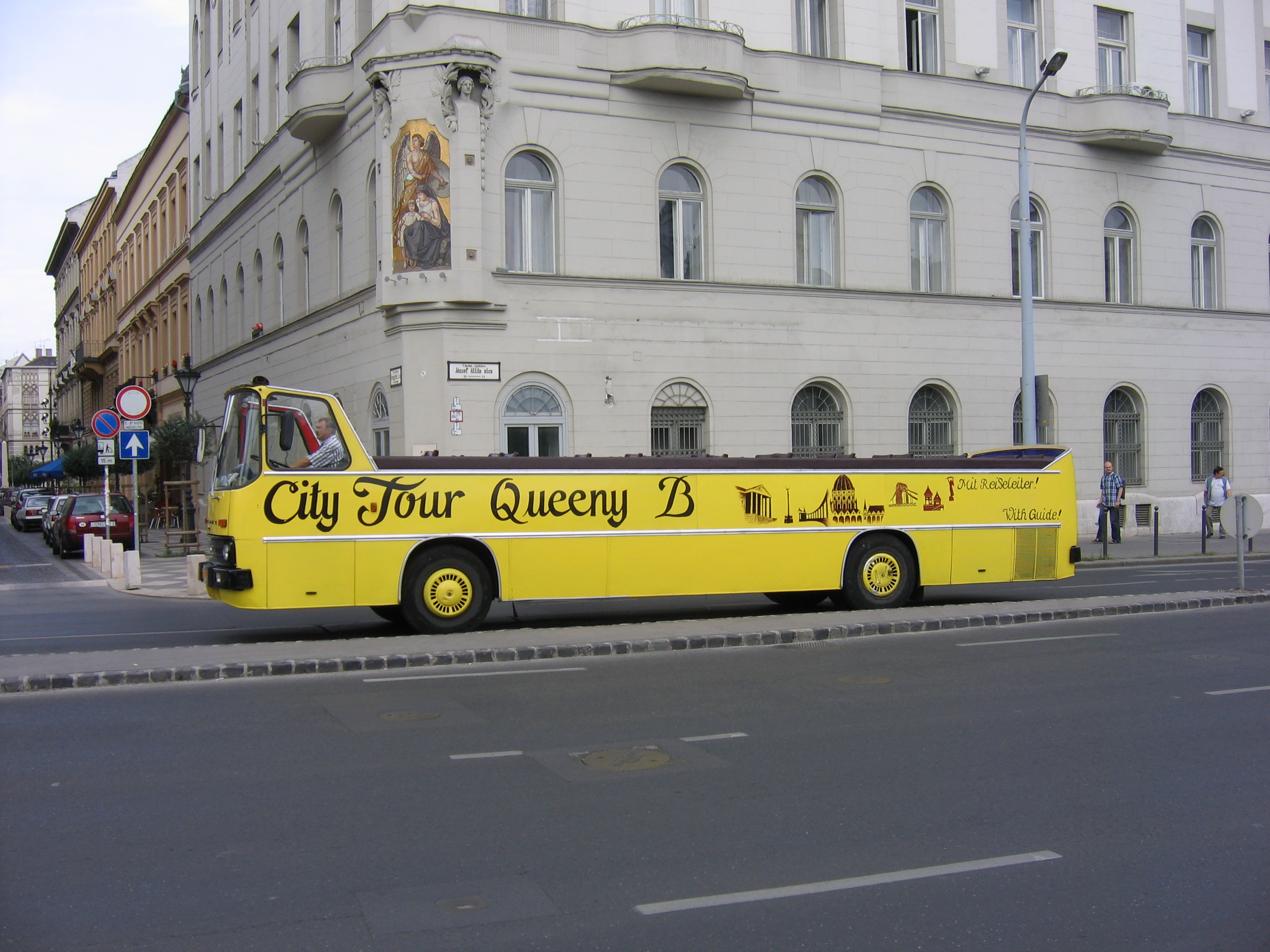
Un moderno torpedone

Attualmente i torpedoni sono in servizio in tutte le città d'arte europee, anche nella versione a due piani. Oggi, più comunemente, sono completamente privi del tetto. Per le sue caratteristiche, improntate a consentire ai passeggeri la massima visibilità verso l'esterno, viene spesso adibito al trasporto dei turisti.